# Hassan Turki
Hassan Turki Attiya (in arabo حسان تركي عطيه‎?; 1º luglio 1981) è un ex calciatore iracheno, di ruolo centrocampista.

## Carriera

### Club
Ha giocato nel campionato iracheno, bahreinita e giordano.

### Nazionale
Nel 2004 ha fatto parte della selezione irachena che ha partecipato alla Coppa delle nazioni asiatiche.